# Таврійськ
Таврі́йськ — місто в Україні, центр Таврійської міської громади Каховського району Херсонської області. Розташоване на лівому березі Дніпра, за 80 км від обласного центру. Відстань до найближчої залізничної станції Каховка на залізничній лінії Снігурівка — Федорівка становить 0,5 км.
Станом на 1 січня 2020 року населення міста становило 10 360 осіб.

## Історія
Місто Таврійськ — наймолодше місто Херсонщини утворене, у відповідності з Указом Президії Верховної Ради Української РСР «Про присвоєння найменування новозбудованому населеному пункту Херсонської області та віднесення його до категорії міст районного підпорядкування» № 4820-X від 2 березня 1983 року, на місці компактно розташованих поселень «Плодове», «БМУ-5», «Східне» та «Залізничників» міста Нова Каховка, будівництво яких було пов'язане із спорудженням Каховської гідроелектростанції ім. Непорожнього у Новій Каховці.
14 лютого 2015 року невідомі патріоти завалили пам'ятник Леніну.

### Російсько-українська війна
24 лютого 2022 року місто було окуповано російськими військовими.
11 липня 2022 року Сергій Хлань, радник голови Херсонської ОВА, повідомив про знищення у Таврійську ЗСУ російського пересувного командного пункту, техніки та засобів ППО.
Вранці 17 грудня, з лісів Малокаховки окупанти здійснили мінометний обстріл Таврійську, внаслідок обстрілу зруйновано декілька житлових будинків.
8 січня відбувся обстріл міста зі сторони російських окупантів, в результаті обстрілу пошкоджено центральну електропідстанцію.
3 березня після мінометного обстрілу Таврійську було пошкоджено будівлю міського Водозабору.

## Географія
Розташоване на лівому березі річки Дніпро.

## Населення
За даними останнього перепису населення УРСР, як складової частини перепису населення СРСР, проведеного 12 січня 1989 року, у місті мешкало 11 565 осіб.
За даними всеукраїнського перепису населення 2001 року у місті мешкало 11 452 особи: українці — 77.4%, росіяни — 20.3%, білоруси — 0.9%.

### Національний склад
Національний склад населення за даними перепису 2001 року:
| Національність  | Відсоток |
| --------------- | -------- |
| українці        | 77,38%   |
| росіяни         | 20,29%   |
| білоруси        | 0,86%    |
| татари          | 0,21%    |
| болгари         | 0,19%    |
| поляки          | 0,11%    |
| інші/не вказали | 0,96%    |

### Мова
Розподіл населення за рідною мовою за даними перепису 2001 року:
| Мова            | Кількість | Відсоток |
| --------------- | --------- | -------- |
| українська      | 7546      | 64.18%   |
| російська       | 4152      | 35.32%   |
| білоруська      | 13        | 0.11%    |
| вірменська      | 7         | 0.06%    |
| румунська       | 4         | 0.03%    |
| польська        | 2         | 0.02%    |
| грецька         | 2         | 0.02%    |
| угорська        | 1         | 0.01%    |
| болгарська      | 1         | 0.01%    |
| інші/не вказали | 29        | 0.24%    |
| Усього          | 11757     | 100%     |

Станом на 2016 рік у Таврійську зареєстровано 10 850 громадян, тобто за останніх п'ятнадцять років чисельність населення міста зменшилася на 5,22%.

## Економіка
У місті Таврійськ створена нова гавань для суден, оснащена сучасною вантажно-розвантажувальною технікою. Всі роботи, пов'язані з її облаштуванням, фінансувало спільне підприємство «Таврос», співзасновниками якого стали відомі компанії «Чумак» і «Альфред Топфер інтернешнл».

## Транспорт
Містом проходить автошлях М14E58 Рені — Одеса — Миколаїв — Херсон — Нова Каховка — Мелітополь — Новоазовськ.

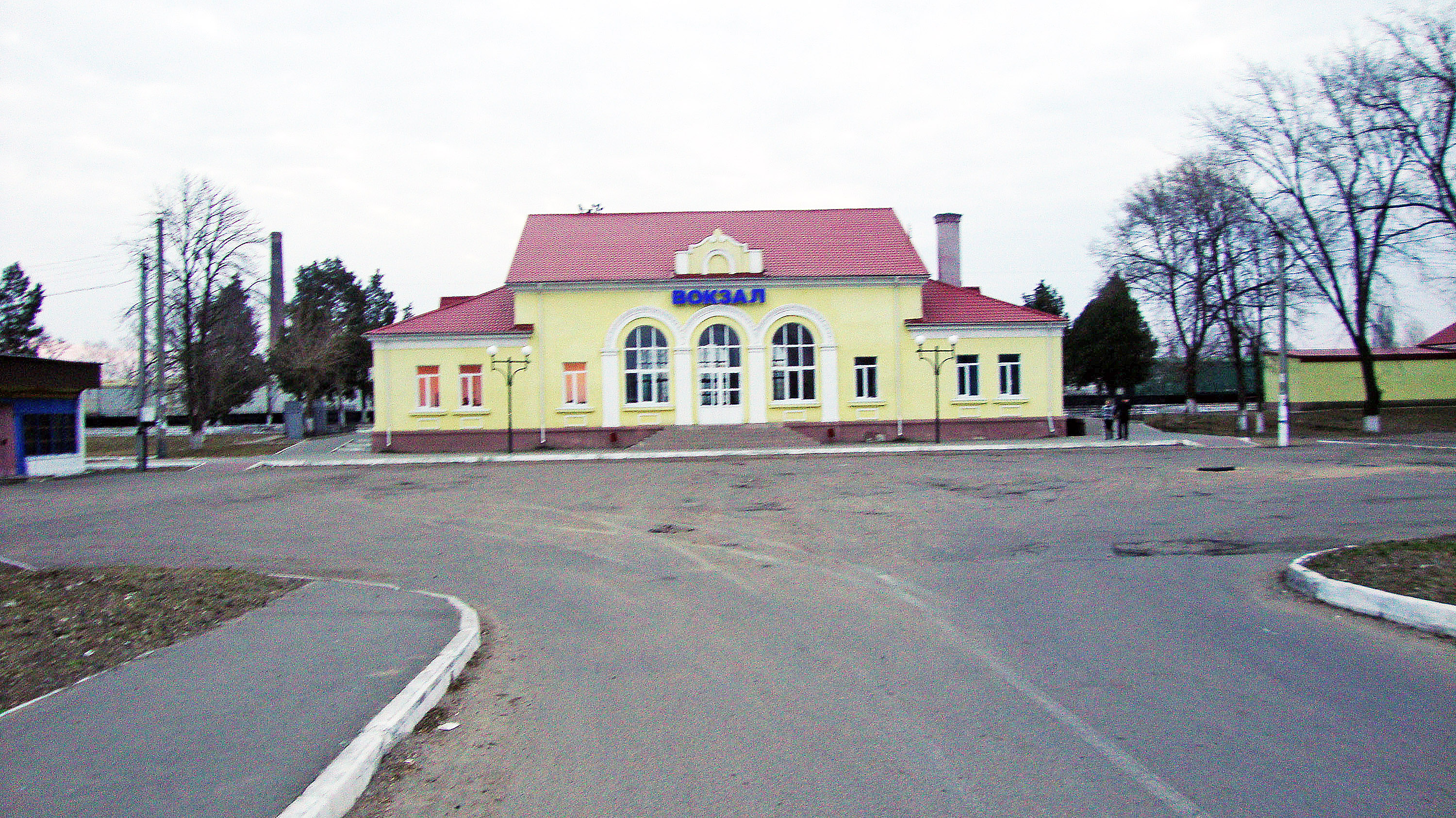
Залізничний вокзал станції Каховка
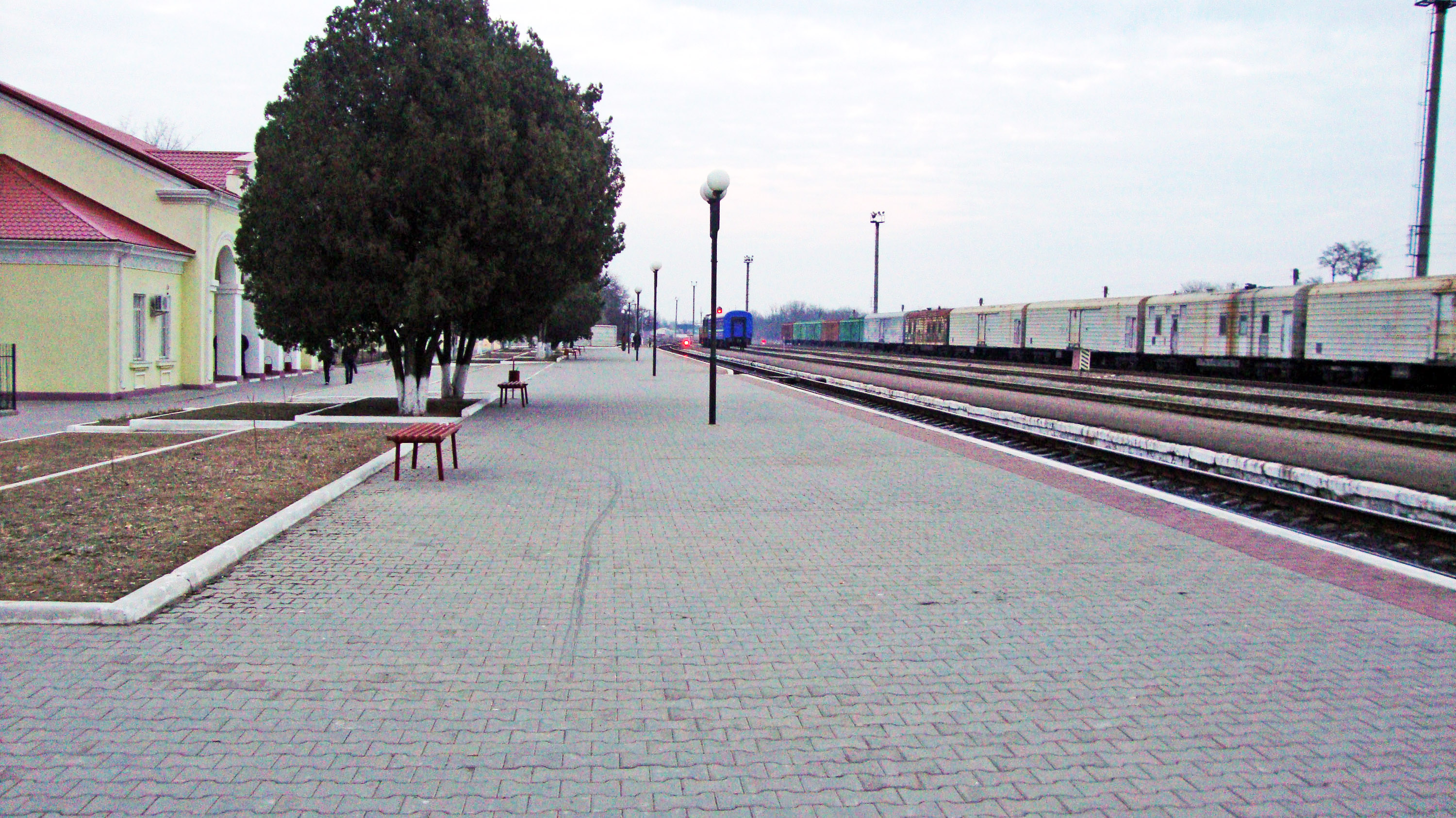
На пероні вокзалу
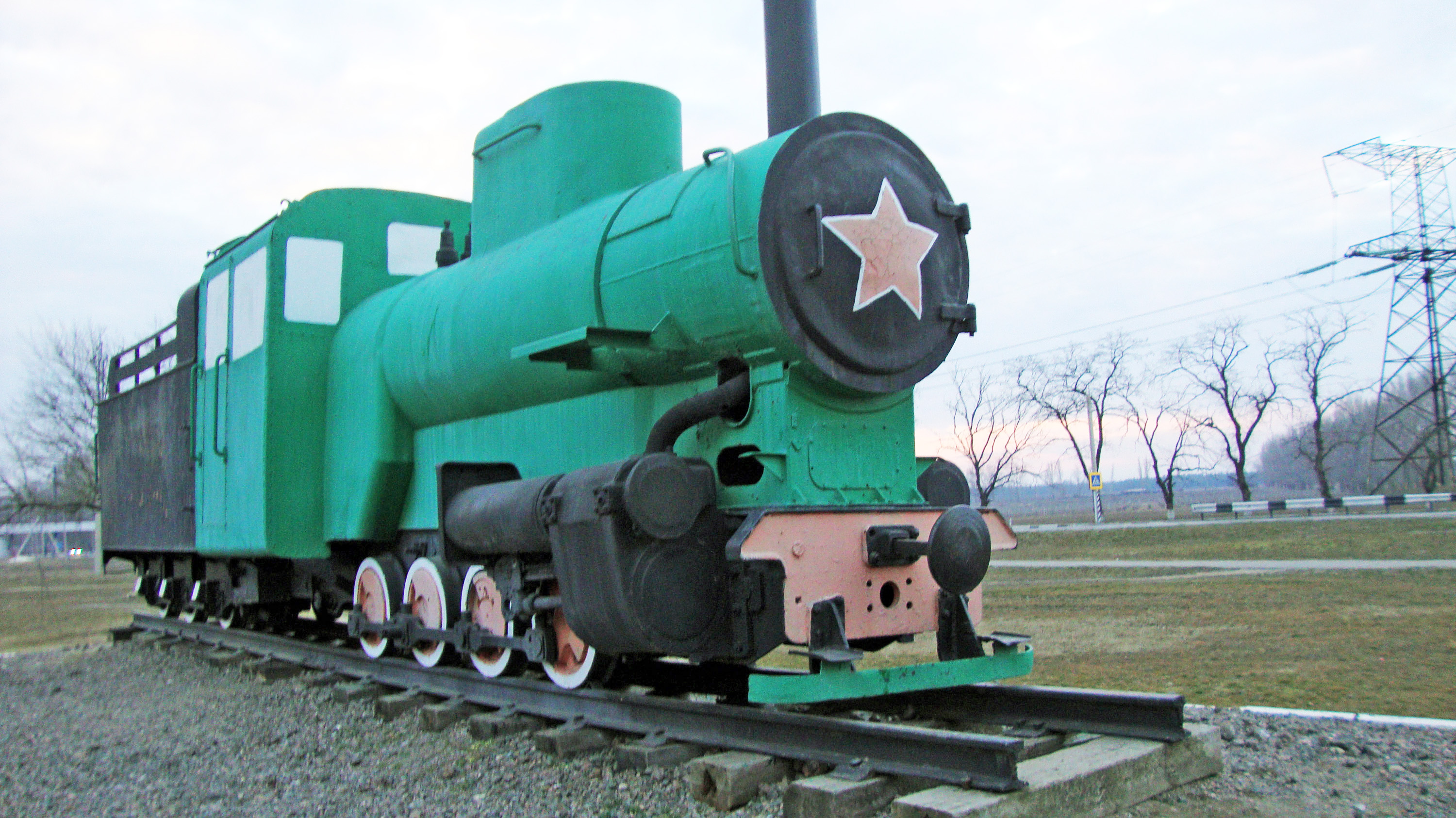
Пам'ятник залізничникам

## Релігія
Парафія Непорочного Серця Пресвятої Діви Марії (РКЦ)
На початку 1990-х років таврійськими римо-католиками опікувався майбутній єпископ о. Леон Малий, котрий спочатку доїжджав сюди зі Львова, а згодом став настоятелем парафії у Херсоні. Місцеву спільноту, утворено та зареєстровано у 1992 році завдяки старанням Марцеліни Глобич, а перші богослужіння здійснювались на її квартирі.
У 1998 році було отримано дозвіл на спорудження храму, який мав постати на земельній ділянці по вулиці Чкалова, придбаній на пожертви єпископа Леона Дубравського. Того ж року у Таврійську з'явився перший постійний настоятель. У 2000 році спорудження костелу Непорочного Серця Пресвятої Діви Марії було завершено. Будівля має загальну площу 640 м², у ній знаходяться також парафіяльні приміщення та клуб для молоді. Навколо святині створено також Хресну дорогу. Парафію обслуговують дієцезіальні священики та працюють також черниці згромадження Сестер Матері Божої Милосердної .
Парафія Святого пророка Іллі (Православна церква України)
Парафія Святого пророка Іллі утворена у Таврійську з ініціативи Василя Сушка та Лесі Костяної — парафіян церкви Святого Миколая з Нової Каховки та декана Новокаховського митр. прот. Миколая Щуцького. Протягом десяти років велися роботи з будівництва святині та благоустрію території навколо нього.
2 серпня 2016 року єпископ Херсонський і Миколаївський Борис (Харко) здійснив чин освячення новозбудованого храму на честь Святого пророка Іллі, а також освятив престол храму. У співслужінні священиків Таврійської єпархії УАПЦ єпископ здійснив першу Євхаристію, а також очолив першу святу Літургію. Урочистості завершилися Хресною ходою .

## Галерея

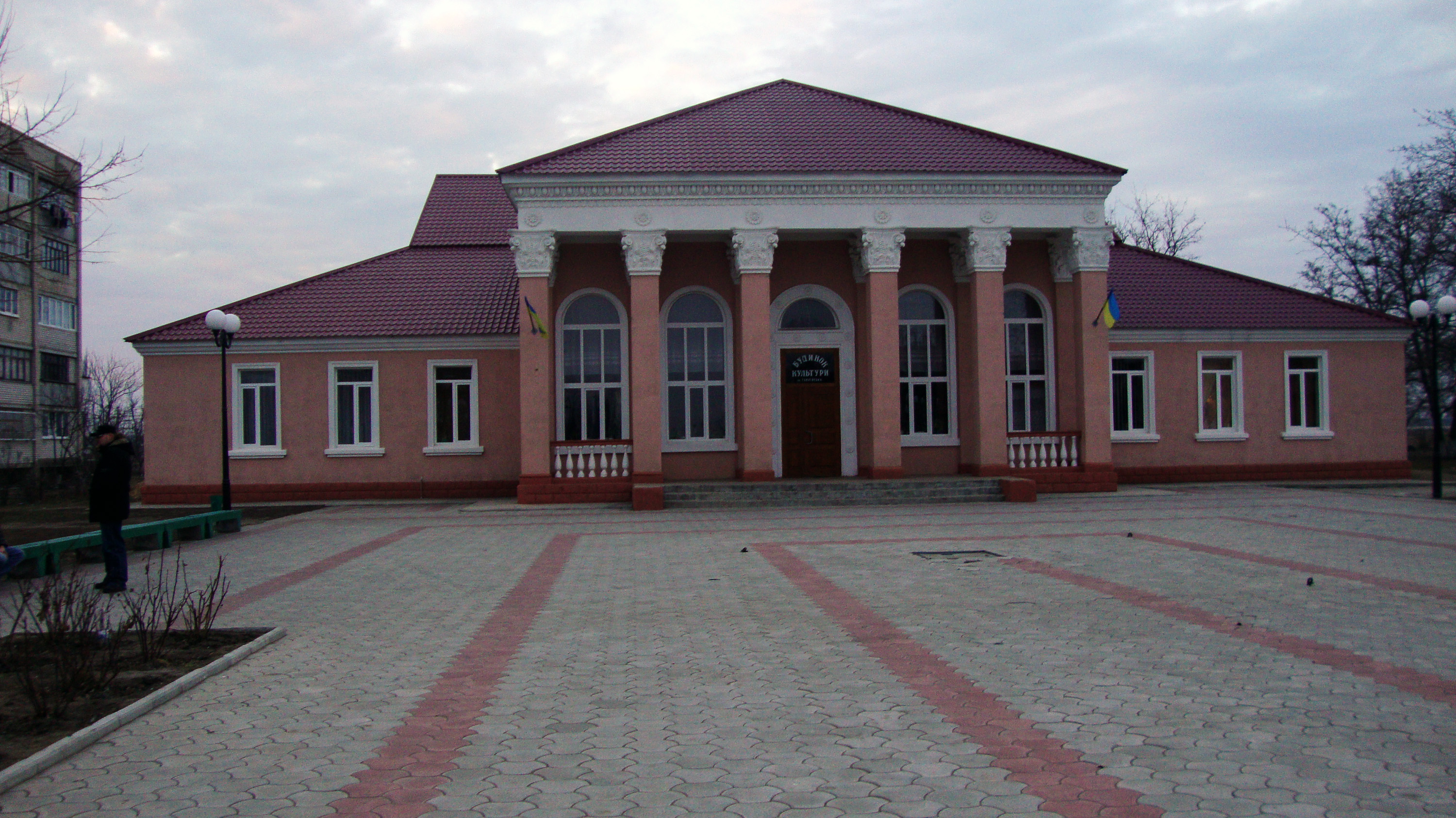
Міський будинок культури
Пам'ятник В. Леніну (демонтований 14 лютого 2015)
Могила невідомого солдата
Пам'ятник невідомому солдату